# Podișul Getic
Podișul Getic este o unitate de podiș situată la sud de Subcarpații Getici, de care sunt strâns legați motiv pentru care uneori sunt considerați ca o unitate comună numită piemontul getic.

### Limite
N - Subcarpatii Getici; 
E - Valea Dâmboviței; 
V - Valea Dunării; 

S - Câmpia Română;
Podișul Getic este situat în sudul României între Subcarpații Getici (la nord), râul Dâmbovița (la est), Câmpia Română (la sud), Dunărea și Podișul Mehedinți (la vest) .

## Geneza
Podișul Getic s-a format prin depunerea unor sedimente aduse de râurile carpatice pe care le-au depus la baza Subcarpaților. Ca urmare, înclinarea generală a reliefului este de la nord la sud. Este alcătuit din gresii, marne, argile și nisipuri acoperite la partea superioară de pietrișuri, fiind specifice Pietrișurile de Căndești.

## Caracteristicile reliefului
Piemonturile sunt formațiunile geologice situate la marginea munților și care s-au format prin acumulări sedimentare.
Altitudinile sunt cuprinse între 200 și 600 m, ele scad de la N la S , deci sunt asemănătoare dealurilor joase. Altitudinea maximă o găsim în Platforma Argeșului (772) m. Podișul Getic este un piemont și este format din depuneri sedimentare pe locul unui fost lac, Lacul getic, înclinate ușor spre sud. Din punct de vedere petrografic predomină pietrișurile, iar culmile au aspect neted. 
Regiune de acumulare la baza unei regiuni mai înalte și înclinat de la nord la sud, Podișul Getic atinge în partea de nord până la 700 m, iar în sud coboară până la 200 m. Râurile își taie văi adânci și formează dealuri alungite cu spinări domoale și formează mai multe sectoare (denumite platforme).
Râurile care îl străbat se adună în mănunchiuri la Filiași pe Jiu și la Pitești pe Argeș. Interfluviile sunt înguste în Nord și largi spre Sud, înalte, acoperite cu păduri, afectate de eroziunea torențială și alunecări de teren în nord, respectiv joase, netede și utilizate agricol în sud. Râuri: Motru, Dunărea, Gilort, Jiu, Olteț, Olt, Argeș, Argeșel și Dâmbovița.

## Subdiviziuni principale
Subdiviziunile sunt:
La Est:
- Podișul Cândești - între Râul Dâmbovița și Râul Argeș (745m)
- Dealurile Argeșului - între Râul Argeșel și Râul Argeș (772m)
- Podișul Cotmeana - între Râul Argeș și Râul Olt.

La Vest:
- Podișul Oltețului - între Râul Olt și Râul Gilort
- Dealurile Jiului - între Râul Gilort și Râul Jiu
- Podișul Strehaiei - între Râul Jiu și Dunăre.